# ヴィヴィアン・メドラーノ
ヴィヴィアン・メドラーノ（Vivienne Medrano、1992年10月28日 - ）は、VivziePopとしても知られている、エルサルバドル系アメリカ人のアニメーター、イラストレーター、漫画家、声優であり、『ハズビン・ホテル』と『ヘルヴァ・ボス』の2つのアダルトアニメの作者。

## 人物
メドラーノは両性愛者である。

## 論争

### 文書送信
2021年、『ファイブ・ナイツ・アット・フレディーズ』(通称FNAF)の作者スコット・コーソンが共和党政党への寄付をしたことを、ヴィヴィアンが批判した。そのことにより彼女がスコット・コーソンのキャンセル運動に加わったと中傷された。 FNAFのファンが彼女を個人情報にさらした。
後にヴィヴィアンはTwitter/Xで「私は『あなたは以前にもキャンセルされたことがあるのに、今度はあなたがキャンセル暴徒に加わった偽善者だ』と言われたが、私がキャンセルされたこととスコットがしたことは無関係だ。そして私はスコットの嫌がらせを奨励したわけでもない。嫌がらせは忌まわしいことだが、今あなたたちが私にしていることではないか。」と述べた。その結果、彼女はファンダムから距離を置くことになった。

### エリン・フロストの主張
元スピンドルホース・プロダクションズの従業員であるエリン・フロストは、2022年を通じて、ヴィヴィアンの従業員に対する不当な扱いの一連の申し立てを、スクリーンショットとともに自身のSNSで公開した。これらの主張とスクリーンショットは多くの人から批判を引き起こし、名誉毀損とみなされた。
同年11月に彼女が戻ったとき、フロストに対する世間の反応は否定的で、元友人や同盟者たちはヴィヴィアンとのドラマを理由に彼女との関係を絶ったと言われている。
2023年5月、フロストはシリーズの人気のあるキャラクター、ミリーの妹サリー・メイについて批判した。彼女がこのキャラクターについて主に批判したのは、キャラクターのトランスジェンダーとしてのアイデンティティだった。フロストがサリー・メイを含むミリーの兄弟たちのデザインを手がけた際、彼女がトランスジェンダーにする意図でデザインした兄弟がサリー・メイ以外にもいたことが明らかになった。しかし最終的にトランスジェンダーキャラクターとなったのはサリー・メイのみであったため、これは彼女に対するトランスフォビアの一連の疑惑を引き起こした。フロストはまた、シリーズのバレンタインデーをテーマにした商品シリーズにおいて、前述のトランスジェンダーのキャラクターの商品デザインがトランスジェンダーを性的対象化していると批判し、反発を招いた。このバレンタインデーをテーマにした商品では性的マイノリティや異性愛者に関係なく、すべてのキャラクターが性的対象化されている。サリー・メイの声優であり、自身もトランスジェンダー女性であり、商品の監修も手がけたモルガナ・イグニスは、このキャラクターに対するこの批判に同意せず、これについて意見を表明した。
YouTuberのAyy Lmaoは、エリン・フロストの暴言に関するドラマを自身のYouTubeチャンネルで広範囲に取り上げた。 前述のユーチューバーは、同年5月にフロストが自分たちをTwitterでブロックしたと発表したが、これはユーチューバーがフロストで作成したビデオに関連している可能性がある。

### 有害な職場の疑い/他のプロジェクトを嘲笑/従業員の賃金不足
エリン・フロストと並んで、スピンドルホース・プロダクションズで働いている、あるいは働いていたことのある一部の人々は、労働者の虐待と劣悪な職場環境についてヴィヴィアンを非難している。
しかし、これらの申し立てを受けて、ヴィヴィアンさんは「機密情報」を広めているとして彼女を名誉毀損しようとした元従業員に対して法的措置を取ることになった。  この申し立てに対する彼女の対応は激しい批判を受けた。 
ヴィヴィアンはまた、他のプロジェクトを嘲笑したとされ、えこひいきのために従業員に賃金を低く払っていたと非難された。 それにもかかわらず、流出したスクリーンショットによると、少なくとも清掃員の給料は業界標準よりも高く、Helluva Bossの給料ははるかに高い。

### トランスフォビア疑惑
ヴィヴィアンは、2013年に友人だった元友人のドールクリープ/ジョーを風刺したZooPhobia版「ジョジョ」を制作していた。彼女の友人はトランスジェンダーの男性であることが判明した。このキャラクター、ジョジョのデザインで注目に値するのは、髪、毛皮、キャラクターの服装の一部に彩度が高すぎる色を使用していることです。人々は、キャラクターの彩度が高すぎて色が多すぎるデザインのために、トランスフォビアとトランスジェンダーの人々に対する無神経さで彼女を非難しました。
2023年、トランスジェンダー男性を批判し、彼らを「恥ずかしい」「混乱している」とみなしたスクリーンショットの疑いで、人々は再びヴィヴィアンをトランスフォビアとトランスジェンダーの人々に対する無神経さで非難した。元スピンドルホース・プロダクションズのライターでヴィヴィアンの元友人だったケンは、トランスジェンダー男性に対する自身の意見について話し合うことになったが、ヴィヴィアンは後にトランスジェンダー男性に対する自身の批判は「珍しい」ものだったと述べた。 ただし、Discordのスクリーンショットを偽造するのは難しくなく、ヴィヴィアン自身も偽物であると主張しているため、これらのスクリーンショットの正当性は不明です。
彼女はまた、Helluva Bossのエピソード「Queen Bee」のトランスジェンダー男性インプの声優をクレジットしなかったことも裏目に出た。

### 性的虐待のサポート/トラウマ無感覚の申し立て
ハズビン ホテル全体を通して、性的虐待はシリーズの一部の登場人物を成長させる顕著なテーマです。シリーズの登場人物の間で性的虐待が描かれ、認識されてきた方法は、一部の登場人物が時折性的虐待を非難するため、批判されている。たとえば、登場人物の一人、ハスクは、前述の性的虐待を受けた登場人物の一人で、同じく性産業で働いているエンジェル・ダストに、後者のキャラクターは性的虐待から立ち去るだろうと告げる。ハスクの性的虐待への対応に不快感を覚え、性的虐待などのトラウマ体験に苦しむ人々に対して無神経であると見る人もいた。 「Loser, Baby」という曲は、特にエンジェル・ダストに対する性的虐待に対する差別を続けており、これも主題に対する反発を招いた。
その後、ヴィヴィアンが「トニー・ラフィエル」としても知られるR2ninjaturtleというNSFWのTwitterアーティストをサポートしていることが明らかになった。彼はヴァレンティノとエンジェルのアートワークを持っている（シリーズでは、前述したように、後者のキャラクターは誰であるかというダイナミックな関係を持っている）。セックスワーカーであり、元キャラクターから性的虐待を受けています]とこの関係を積極的にサポートしました。ラフィエルはまた、頻繁に彼らの関係をロマンチックにし、性的なものにしました。ラフィエルは、ヴァレンティノによるエンジェル・ダストの性的虐待のシーンに参加/監督していたことが判明した。この事件はオンラインで急速に広まり、KiwiFarms の注目を集めました。
ラフィエルに対するこれらすべての申し立てにもかかわらず、ヴィヴィアンはラフィエルへの支持を示し、自分は性的虐待の生存者であると主張し、ラフィエルの側に立ったが、ラフィエルは性的虐待の生存者であるという主張を捏造しただけだった。
その後、ラフィエルはYouTuberのCouncil of Geeksと、彼らの作品の論争に関してインタビューを行った。 

### 人種差別の疑い/有害な固定観念の使用
ハズビンホテルシリーズ内では、キャストが現在非人間であるため人間の民族性を持たないにもかかわらず、一部のキャラクターは標準的に非白人/POCであるか、ファンによって非白人/POCであると推定されています。特に登場人物の1人であるヴァギーは、作中でヒスパニック系を代表するラテン系女性であり、暴力的で短気な性格と性格を持っており、一部のファンや視聴者にとっては、それが典型的でヒスパニック系に対して失礼であるとみなされた。見せる。 ヴィヴィアンは、彼女自身が誇り高い情熱的なラティーナであるため、ヴァギーは『ハズビン・ホテル』で最も共感できるキャラクターであると述べている。

### 批判に対して攻撃的
人々は、ヴィヴィアンが批判に反対し、それが評判を損なうことだと考えている人々のツイートに「いいね」をしていたことが発覚した。

### 他文化を悪者扱いしている疑い
ハズビン・ホテルのトレーディングカード内では、アラストールがハイチ発祥のアフリカの宗教慣習であるブードゥー教を使って表現されていることに怒りが巻き起こった。ブードゥー教が悪魔的で邪悪なものとしてネガティブに描かれていることを快く思わない人もいました。

### ブレア・ホワイト
ヴィヴィアンはかつて、自身の投稿でマイノリティをどのように描いているかで物議を醸したトランスジェンダーの保守系ユーチューバー、ブレア・ホワイトをサポートしていた。ヴィヴィアンは以前このユーチューバーをサポートしていたために、ブレアがフェイスマスクをして投稿に「BLM」タグを使用したときに人種差別で非難されることになった。

### 有害な行為とされる行為
ヴィヴィアンはまた、Spazkidin3d（ポケモン、スティーブン・ユニバース、ソニック・ザ・ヘッジホッグ、任天堂（マリオを含む）のキャラクターの性的コンテンツを作成したTwitterのNSFWアーティスト）のような、物議を醸す人物をフォローしていることも示されている。  
ヴィヴィアンは批判に関しては偽善者だと非難された。